# Kim Yong-sik (zapaśnik)
Kim Yong-sik (ur. 17 listopada 1967) – północnokoreański zapaśnik w stylu wolnym. Brązowy medalista olimpijski z Barcelony 1992 w kategorii 57 kg. Jak wszyscy sportowcy z tego kraju, uczestniczył tylko w wybranych zawodach, których nie zbojkotował rząd Korei Północnej.
Najlepszy na igrzyskach azjatyckich w 1990. Trzykrotny uczestnik mistrzostw świata, złoty medalista w 1986 i srebrny w 1987. Mistrz Azji w 1988 i 1991 roku.